# ويليس د. ميلر
ويليس د. ميلر (بالإنجليزية: Willis D. Miller)‏ هو قاضي ومحامي أمريكي، ولد في 30 يناير 1893 في مقاطعة باوهاتن في الولايات المتحدة، وتوفي في 20 ديسمبر 1960.